# Portret kobiety w ogniu

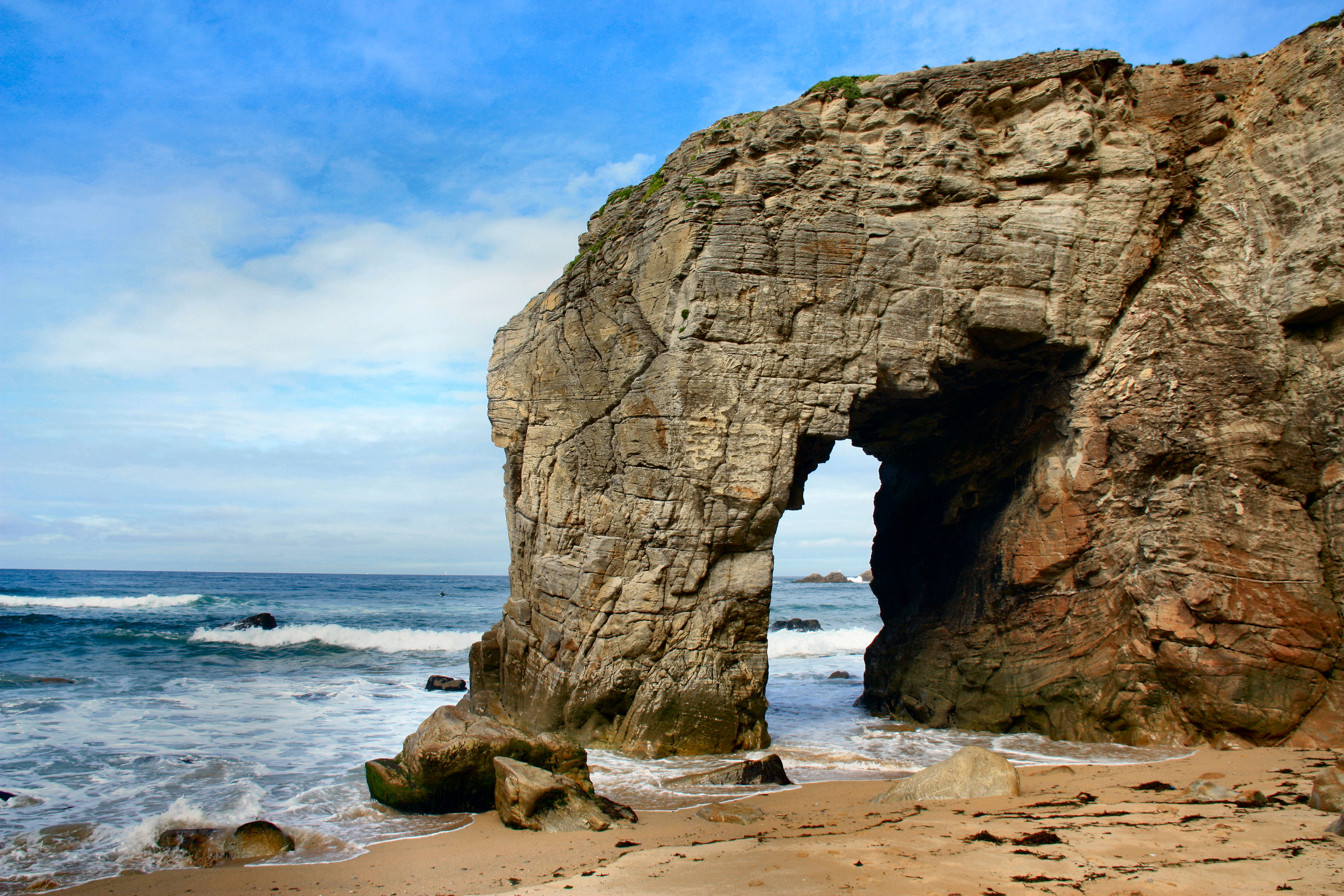
Bretańskie plaże z Saint-Pierre-Quiberon posłużyły za plener do filmu. Na zdjęciu łuk Port Blanc.

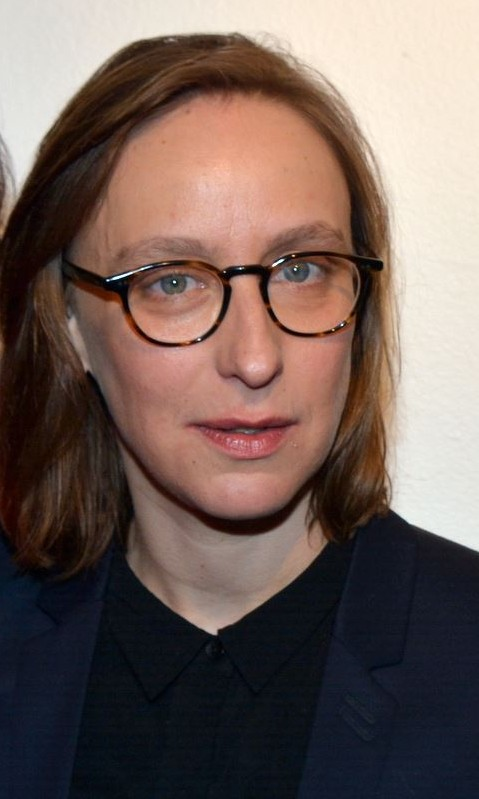
Céline Sciamma, reżyserka filmu.

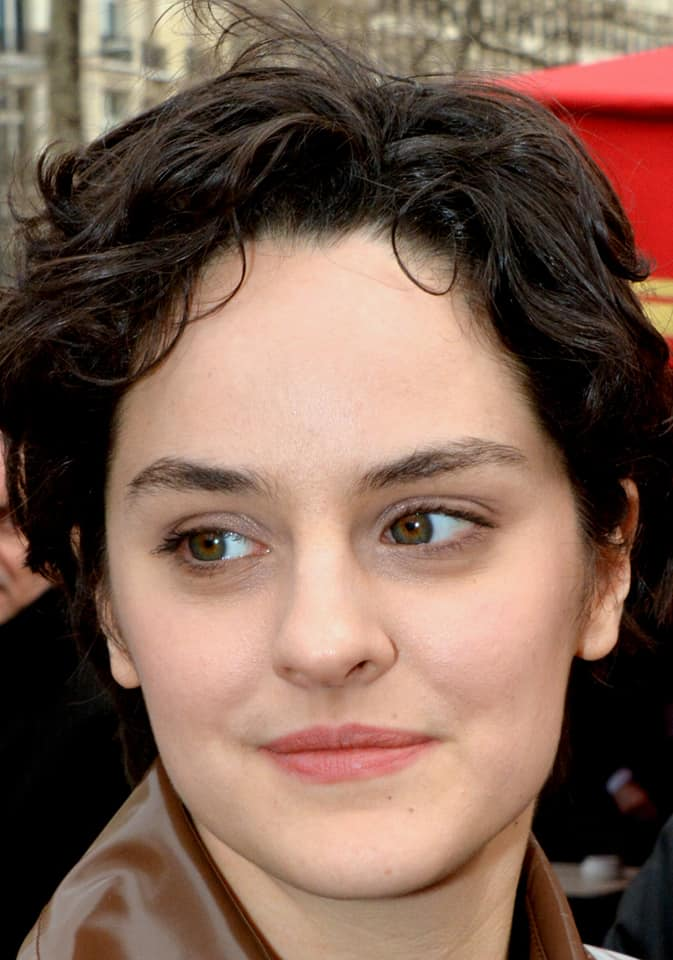
Noémie Merlant, odtwórczyni roli Marianne.

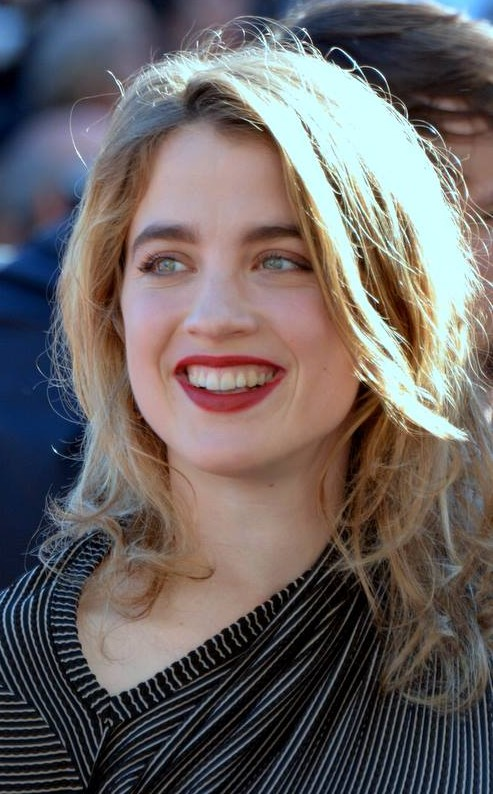
Adèle Haenel, odtwórczyni roli Héloïse.

Portret kobiety w ogniu (fr. Portrait de la jeune fille en feu) – francuski dramat psychologiczno-kostiumowy z 2019 roku w reżyserii Céline Sciammy.
Film miał swoją premierę w konkursie głównym na 72. MFF w Cannes, gdzie zdobył nagrodę za najlepszy scenariusz. Stał się pierwszym filmem wyreżyserowanym przez kobietę, który zdobył na tym festiwalu Queerową Palmę. Uzyskał dziesięć nominacji do Cezarów. Został wysoko oceniony przez krytyków, którzy zwracali uwagę zwłaszcza na warstwę wizualną dzieła, sprawne wymykanie się melodramatycznym kliszom oraz aktualność jego feministycznej wymowy.

## Opis fabuły
Akcja rozgrywa się w 1770 w Bretanii. Marianne (Noémie Merlant) przybywa do okazałej posiadłości na zlecenie arystokratki. Ma wykonać portret jej córki Héloïse (Adèle Haenel), która wkrótce zostanie wydana za pewnego mediolańczyka. Dziewczyna nie zgadza się z matką i w akcie buntu odmawia pozowania. Marianne musi udawać, że jedynie dotrzymuje jej towarzystwa i malować obraz z pamięci.

## Obsada
- Noémie Merlant – Marianne
- Adèle Haenel – Héloïse
- Luàna Bajrami – Sophie
- Valeria Golino – Hrabina

## Produkcja
Zdjęcia do filmu zaczęto w październiku 2018. Kręcono go przez 38 dni w miejscowości Saint-Pierre-Quiberon w Bretanii (departament Morbihan) i w pałacu w La Chapelle-Gauthier (Sekwana i Marna). W zamierzeniu kolorystyka filmu miała być oparta na szarościach i bardziej "gotycka", inspirowana twórczością sióstr Brontë. Podczas kręcenia w bretańskim plenerze pogoda była jednak bardzo słoneczna co wpłynęło na nasycenie filmu kolorami.
Film kręcony był przy naturalnym świetle, głównie z powodu ograniczeń związanych z wykorzystaniem zabytkowych wnętrz. Dużo pracy i czasu zajęło właściwe wykorzystanie świec. Inspiracją był m.in. historyczny film Kubricka z 1975 roku, Barry Lyndon. By rozwiązać problem słabego oświetlenia, Sciamma i Mathon postanowiły, wbrew tradycji kręcenia filmów historycznych na taśmie 35 mm, użyć kamery cyfrowej. Jak zauważyła później reżyserka, zabieg ten pozwolił ostatecznie lepiej uchwycić emocje głównych bohaterek i ich namiętności.
Obrazy użyte w filmie stworzone zostały specjalnie przez artystkę Hélène Delmaire, która malowała je na planie przez 16 godzin dziennie.

## Motywy i inspiracje
Jedną z przyczyn powstania filmu były badania reżyserki nad artystkami epoki Oświecenia i XVIII wieku. Sciamma odkryła wiele zapomnianych malarek, wymazanych z historii sztuki, przez co wyłonił się dla niej zupełnie nieznany obraz epoki jako okresu ważnego dla malarstwa kobiet. Jak twierdzi reżyserka, stworzenie filmu biograficznego tylko o jednej z malarek byłoby niedocenieniem reszty. Dlatego zdecydowała się wymyślić główną bohaterkę, by rozpocząć dyskusję o innych, prawdziwych, a także by uniknąć typowego filmu biograficznego heroizującego postać "silnej kobiety":
Postanowiłam odejść od dynamiki filmu biograficznego, który zawsze pokazuje mocny obraz "silnej kobiety", a który, jak myślę, nie jest politycznie pożyteczny. To bardzo liberalne podejście. (...) Tu nie chodzi o jej dorobek. Chodzi o pracę artystki, jej pytania, trudności i sukces w jednym kadrze.
Ważnym motywem w filmie jest również postać muzy. Wg Sciammy tradycyjnie nie przywiązywano w historii dużej roli do postaci modelek, sprowadzając je zazwyczaj do pasywnej roli, w kontraście do męskiego twórcy. W Portrecie... natomiast reżyserka czyni proces malowania współtworzeniem, w którym ostatecznie uczestniczy aktywnie zarówno malarka jak i modelka. Jak twierdzi Sciamma, chciała "stworzyć manifest kobiecego spojrzenia", w przeciwieństwie do powszechnego male gaze. W tym celu włączyła do filmu również motyw Orfeusza i Eurydyki – historii, w której kobietę dość dosłownie zgubiło "męskie spojrzenie". Sciammę bardziej interesowało jednak rozwinięcie perspektywy Eurydyki. Relacja głównych bohaterek wymyka się dynamice typowych melodramatów, z jedną stroną bardziej dominującą i uwodzącą. Reżyserka podkreśla przede wszystkim rolę zgody i przyzwolenia w romansie.
Narracja filmu bazuje na równości w miłosnej historii, bo tu nie ma dominacji płci. Ucieleśnienie równości w miłosnym dialogu może być dla wielu osób przebudzeniem. Dlatego to takie ważne, by opowiadać historie. Żeby nas reprezentować, żeby wiele osób poczuło się zauważonym. I ten film jest o tym wzajemnym spojrzeniu.
Jak przyznaje Sciamma, jej dużą inspiracją w tej kwestii był Titanic, film Jamesa Camerona z 1997, który wydał się jej dość queerowy. Reżyserka odczytała relację głównych bohaterów jako wymykającą się tradycyjnemu romansowi – postać Jacka, grana przez Leonardo di Caprio, w odczuciu Sciammy wówczas o dość androgynicznej urodzie, wydała się jej bardziej delikatna od bardziej dominującej Rose, granej przez Kate Winslet, zwłaszcza w scenach miłosnych. Zarówno Titanic jak i Portret... nie kończą się tradycyjnym happy endem. Reżyserka nie chciała wyrazić szczęśliwego zakończenia historii miłosnej "wiecznym przywiązaniem", lecz emancypacją.
Przez wątek relacji głównych bohaterek ze służącą Sophie, film porusza również kwestie siostrzeństwa i tkwiącej w nim możliwości w zniwelowaniu hierarchii społecznej. Przykładowo w jednej scenie kuchennej arystokratka odgrywa de facto rolę kucharki, służąca artystki, artystka nauczycielki. Chociaż motyw oceniony został przez niektórych jako utopia, Sciamma podkreśla role małej grupy, kolektywu i przyjaźni, które czerpała z własnego doświadczenia. Chciała też, by przedstawione bohaterki miały szersze perspektywy – w jednej scenie czytają mit o Orfeuszu i Eurydyce mając o nim swoje własne, różne zdania, niemalże w konwencji, jak określiła to reżyserka, Netflix and chill. Sciamma nie chciała też traktować osoby służącej w sposób naiwny lub jako postać dodatkową, dlatego dała jej własny wątek, który, chociaż nie jest częścią głównego romansu, pozostaje ważną częścią fabuły filmu. Przez nią dotyka tematu aborcji, podkreślając w nim rolę świadomości i zgody. Do sceny malowania zabiegu zainspirowały Sciammę słowa francuskiej pisarki Annie Ernaux. W jednej ze swojej książek wyraziła zdziwienie, dlaczego nigdy w muzeach nie widziała reprezentacji tematu aborcji, mimo powszechności zabiegu.

## Odbiór
Film został bardzo dobrze przyjęty przez krytyków. W serwisie Rotten Tomatoes 98% z 308 recenzji zostało uznanych za pozytywne, a średnia ważona ocen wystawionych na ich podstawie wyniosła 9.00/10. Na portalu Metacritic średnia ważona ocen wystawionych na podstawie 48 recenzji wyniosła 95 punktów na 100. Uczyniło to z niego drugi najlepiej recenzowany film 2019 roku.

Francuskie Minierstwo Kultury umieściło Portret... na oscarowej shortliście francuskich filmów do 92. rozdania nagród w kategorii najlepszego filmu zagranicznego, razem z Proximą i Nędznikami. Ostatecznie Francję reprezentował ten ostatni. Chociaż Portret... zdobył 10 nominacji do Cezara, to wg samej reżyserki został on dość chłodno przyjęty w samej Francji, gdyż był "niewystarczająco erotyczny". Jak twierdzi Sciamma, sytuacja ta jej nie zaskoczyła, gdyż dla niej francuski przemysł kinowy jest dość nieczuły na tematykę feministyczną w kinie oraz nieświadomy roli dominującego "męskiego spojrzenia":
Takie historie są dla patriarchatu niebezpieczne. To dlatego "męskie spojrzenie" ma taką obsesję, przykładowo, na punkcie lesbijek. To sposób kontroli. Nasze historie są silne, bo są niebezpieczne. My jesteśmy niebezpieczne. Więc to dla nich dobra strategia, by nami gardzić – by nas podkopać – bo daje to nam mniejszą przewagę w tej potężnej, politycznej dynamice.
Film spotkał się z dobrym przyjęciem przez polskich krytyków. Wielu podkreślało jego delikatność i subtelność przy jednoczesnym przełamywaniu tabu i wielowymiarowości. Janusz Wróblewski na łamach "Polityki" przyznał: "jeśli istnieje jeszcze czysta poezja na ekranie, ten film jest tego dowodem". Doceniono warstwę wizualną filmu, jego kolorystykę i precyzję w detalach a także odwołania do malarstwa europejskiego, szczególnie barokowego. W sportretowanej relacji głównych bohaterek dostrzeżono również podobieństwo do prawdziwej relacji Sciammy i jej byłej partnerki a zarazem odtwórczyni głównej roli, Adèle Haenel, które poznały się na planie wcześniejszego filmu reżyserki, Lilie wodne. Piotr Piskozub z "naEkranie.pl" określił Portret... jako "połączenie Fortepianu autorstwa Jane Campion z Między słowami w reżyserii Sofii Coppoli". Piotr Dobry na łamach Dziennik.pl porównał zaś film do innego lesbijskiego melodramatu kostiumowego wydanego w podobnym czasie, Faworyty Jorgosa Lantimosa. Podkreślił również, że w zestawieniu z innymi znakomitymi dramatami lesbijskimi: Życia Adeli i Carol, wyreżyserowanymi przez mężczyzn (kolejno Abdellatifa Kechiche'a i Todda Haynesa), Portret... oferuje inne, unikalne spojrzenie na kobiety bez ich fetyszyzacji, co zawdzięcza właśnie reżyserii Sciammy.

## Nagrody i nominacje
Złote Globy 2020
- Najlepszy film zagraniczny (nominacja)

Nagrody BAFTA 2020
- Najlepszy film nieanglojęzyczny – Céline Sciamma, Bénédicte Couvreur (nominacja)

Cannes 2019
- Queerowa Palma dla najlepszego filmu o tematyce LGBT – Céline Sciamma
- Najlepszy scenariusz – Céline Sciamma
- Złota Palma – Céline Sciamma (nominacja)

Critics Choice 2020
- Najlepszy film zagraniczny (nominacja)

Independent Spirit Awards 2020
- Najlepszy film zagraniczny – Céline Sciamma, Véronique Cayla, Bénédicte Couvreur (nominacja)

Cezary 2020
- Najlepsze zdjęcia – Claire Mathon
- Najlepszy film –  Bénédicte Couvreur, Céline Sciamma (nominacja)
- Najlepszy reżyser – Céline Sciamma (nominacja)
- Najlepszy scenariusz oryginalny – Céline Sciamma (nominacja)
- Najlepsza aktorka – Adèle Haenel (nominacja)
- Najlepsza aktorka – Noémie Merlant (nominacja)
- Najbardziej obiecująca aktorka – Luàna Bajrami (nominacja)
- Najlepsze kostiumy – Dorothée Guiraud (nominacja)
- Najlepsza scenografia – Thomas Grézaud (nominacja)
- Najlepszy dźwięk – Daniel Sobrino, Julien Sicart, Valérie Deloof (nominacja)

Europejskie Nagrody Filmowe 2019
- Najlepszy europejski scenarzysta – Céline Sciamma
- Najlepszy europejski film wg uniwersytetów (EUFA) – Céline Sciamma
- Najlepszy europejski reżyser – Céline Sciamma (nominacja)
- Najlepsza europejska aktorka – Noémie Merlant (nominacja)
- Najlepsza europejska aktorka – Adèle Haenel (nominacja)

Nagroda Satelity 2020
- Najlepszy film zagraniczny (nominacja)

Nagrody NSFC 2020
- Najlepsze zdjęcia – Claire Mathon

Nagrody NYFCC 2020
- Najlepsze zdjęcia – Claire Mathon